# رویبه (الجزایر)
رویبه (به عربی: الرویبة) یک شهرداری در الجزایر است که در Rouïba District واقع شده است. رویبه ۴۱٬۰۹ کیلومتر مربع مساحت و ۶۱٬۹۸۴ نفر جمعیت دارد و ۲۰ متر بالاتر از سطح دریا واقع شده است.